# آپوتوو
آپوتوو (به لاتین: Aputovo) یک منطقهٔ مسکونی در روسیه است که در باشقیرستان واقع شده‌است.